# Suze Rotolo
Pour les articles homonymes, voir Rotolo (homonymie).
Susan Elizabeth Rotolo (née le 20 novembre 1943 à Sunnyside et morte le 25 février 2011 à Manhattan), mieux connue sous le nom de Suze Rotolo, est une artiste américaine.
Elle est surtout connue pour avoir été la petite amie de Bob Dylan de 1961 à 1964. Elle a fortement influencé la musique et l'art de ce dernier au cours de cette période. Elle est la femme marchant aux côtés de Dylan sur la couverture de l'album The Freewheelin' Bob Dylan. Elle décrit cette période dans son livre A Freewheelin' Time: A Memoir of Greenwich Village in the Sixties.

## Biographie
Née le 20 novembre 1943 au Brooklyn Jewish Hospital de New York dans une famille d'origine italienne d'ouvriers communistes, Suzie Rotolo grandit dans le Queens, baignée de contre-culture. Son père Joachim est artiste et syndicaliste, sa mère Mary (née Pezzati) travaille pour un journal communiste.
En 1960 elle est diplômée du lycée Bryant. Elle veut devenir graphiste et s'engage pour les droits civiques, militant pour l'égalité raciale et contre les armes nucléaires. Sa sœur Carla et elle font aussi partie de la scène folklorique de Greenwich Village.

### Les années avec Bob Dylan
Suze Rotolo rencontre Bob Dylan pendant l'été 1961 lors d'un récital folk dans l’église Riverside, au nord de Manhattan. Elle a 17 ans, lui 20. Elle est alors l'assistante du folkloriste Alan Lomax. Dans ses mémoires, Dylan écrit :   
« Right from the start I couldn’t take my eyes off her. She was the most erotic thing I’d ever seen. She was fair skinned and golden haired, full-blood Italian. The air was suddenly filled with banana leaves. We started talking and my head started to spin. Cupid’s arrow had whistled past my ears before, but this time it hit me in the heart and the weight of it dragged me overboard... Meeting her was like stepping into the tales of 1001 Arabian Nights. She had a smile that could light up a street full of people and was extremely lively, had a kind of voluptuousness—a Rodin sculpture come to life. »
« Dès le début, je ne pouvais pas la quitter des yeux. C’était la chose la plus érotique que j’aie jamais vue. Elle avait la peau claire, les cheveux blonds, une Italienne pure souche. L’air s’est soudain rempli de feuilles de bananier. Nous avons commencé à discuter et ma tête s’est mise à tourner. La flèche de Cupidon avait déjà sifflé près de mes oreilles, mais cette fois, elle m’a touchée en plein cœur et son poids m’a entraîné par-dessus bord… La rencontrer, c’était comme entrer dans les contes des 1001 nuits. Elle avait un sourire qui pouvait illuminer une rue pleine de monde et était extrêmement vive, avait une sorte de volupté – une sculpture de Rodin qui prenait vie. »
Malgré l'opposition de sa famille, elle emménage avec le chanteur début 1962. Elle l'initie à l'art et à la culture, lui faisant connaître par exemple les œuvres d'Arthur Rimbaud et de Bertolt Brecht,. Dans ses chansons, Dylan commence à aborder des questions telles que le mouvement des droits civiques et la menace d’une guerre nucléaire : les opinions politiques de Suze sont considérées comme ayant largement influencé l'écriture de chansons d'actualité de Dylan.
Mais la relation lui est de plus en plus douloureuse :   
« Bob was charismatic: he was a beacon, a lighthouse, he was also a black hole. He required committed backup and protection I was unable to provide consistently, probably because I needed them myself. ... I could no longer cope with all the pressure, gossip, truth and lies that living with Bob entailed. I was unable to find solid ground. I was on quicksand and very vulnerable. »
« Bob était charismatique : il était un phare mais aussi un trou noir. Il avait besoin d'un soutien et d'une protection dévoués que je n'étais pas en mesure de lui fournir de manière constante, probablement parce que j'en avais moi-même besoin... Je ne pouvais plus supporter toute la pression, les ragots, la vérité et les mensonges qu'impliquait la vie avec Bob. Je n'arrivais pas à trouver un terrain stable. J'étais sur des sables mouvants et très vulnérable. »
En juin 1962, Suze Rotolo part six mois en Italie avec sa mère pour étudier l'art à l'université de Pérouse. Elle s'y inscrit sous le nom de S. Justine Rotolo.
En 1963, elle tombe enceinte de Dylan et se fait avorter,. Cet événement, la liaison du chanteur avec Joan Baez et l'hostilité de la famille Rotolo sonnent le glas de leur relation. Suze emménage dans l'appartement de sa sœur en août 1963. Ils se séparent en 1964, dans des circonstances que Dylan décrit dans sa chanson Ballad in Plain D. Vingt ans plus tard, il présente ses excuses pour la chanson : « J'ai dû être un vrai crétin pour écrire ça. Je repense à celle-là en particulier et je me dis que, de toutes les chansons que j'ai écrites, j'aurais peut-être pu l'éviter ».
La séparation de Dylan et Suze est l'inspiration de plusieurs de ses chansons d'amour, notamment Don't Think Twice, It's Alright, Tomorrow Is a Long Time, One Too Many Mornings et Boots of Spanish Leather,,.

### L'après Dylan
En juin 1964, Suze Rotolo se rend à Cuba, un voyage illégal pour les citoyens américains. Elle épouse en 1967 Enzo Bartoccioli, un monteur italien de films qui travaille pour l'ONU. Ils ont un fils, Luca, qui devient guitariste à New York.
À New York, elle travaille comme illustratrice et peintre, avant de se concentrer sur la création de livres d'art. Elle enseigne à la Parsons The New School for Design de New York.
Toujours active sur le plan politique, elle intègre le groupe de théâtre de rue Les Milliardaires pour Bush (en)  qui organise en 2004 des manifestations ironiques ; la même année on la voit protester à Manhattan lors de la Convention nationale républicaine.
Pendant des décennies, elle évite d'évoquer publiquement sa relation avec Dylan. Cependant en juillet 2004, elle est interviewée à ce sujet dans un documentaire produit par New York PBS et le New York Daily News. En novembre de la même année, elle fait une apparition surprise à l'Experience Music Project, lors d'un débat sur les débuts du chanteur à Greenwich Village.
Elle publie en mai 2008 ses souvenirs de cette époque, A Freewheelin' Time: A Memoir of Greenwich Village in the Sixties. Elle y raconte notamment sa lutte pour ne pas être réduite à sa relation passée avec Dylan, son besoin de poursuivre sa créativité artistique et de conserver son intégrité politique. Bien qu'elle soit régulièrement définie comme « la fille aux yeux mélancoliques et au soupçon de sourire dont la tête repose sur l'épaule en veste de daim d'un beau jeune homme alors qu'ils marchent péniblement dans la neige sur la couverture de The Freewheelin' Bob Dylan de 1963 », elle s'est efforcée d'échapper aux épithètes de « muse de Bob Dylan » et de « fille sur la couverture de The Freewheelin' Bob Dylan », insistant dans ses mémoires sur le fait qu'elle avait été plus qu'une « corde sur la guitare de Dylan ».
Elle meurt d'un cancer du poumon à son domicile, dans le quartier de NoHo à New York le 25 février 2011 à l'âge de 67 ans,,.

## Postérité
Suze Rotolo apparaît dans le film documentaire (2005) de Martin Scorsese, No Direction Home: Bob Dylan, qui dépeint le commencement de la carrière de l'artiste, de 1961 à 1966.
Le film de 2007 I'm Not There, un récit fictif de la vie de Bob Dylan, contient une évocation de sa relation avec Dylan : le personnage de Claire, interprété par Charlotte Gainsbourg, est une combinaison de Sara Dylan, première femme du chanteur, et de Suze Rotolo. Dans le film Claire et un des avatars de Dylan, Robbie Clark, tombent amoureux après s'être rencontrés dans un restaurant de Greenwich Village. La scène dans laquelle Robbie et Claire courent dans les rues de New York reconstitue la couverture de l'album The Freewheelin' Bob Dylan.    
Dans le biopic de 2024 consacré à Bob Dylan, Un parfait inconnu, une version fictive de Suze Rotolo est incarnée par Elle Fanning,. Le personnage porte le nom de Sylvie Russo, une demande expresse de Bob Dylan. Angie Martoccio de Rolling Stone décrit le personnage de Russo comme « Rotolo en tout, sauf le nom ».